# Henryk Vogelsang
Henryk Vogelsang (zm. 4 czerwca 1415) – biskup warmiński.

## Życiorys
Pochodził z Lidzbarka Warmińskiego. Był prawnikiem i kanonikiem kapituły warmińskiej we Fromborku. 15 stycznia 1401 został wybrany przez kapitułę na biskupa warmińskiego po śmierci Henryka Sorboma; 29 marca 1401 uzyskał zatwierdzenie papieskie.
Był pierwszym Warmiakiem na tronie biskupim rodzimej diecezji. Okres sprawowania urzędu przypadł na czas wielkich napięć między zakonem krzyżackim a Polską. Biskup, a także kapituła, byli zmuszeni wesprzeć zbrojnie zakon w wojnie; w bitwie pod Grunwaldem zdobyte przez Polaków zostały m.in. chorągiew Olsztyna i Pieniężna oraz biskupia chorągiew Lidzbarka. Po klęsce Krzyżaków biskup Vogelsang złożył hołd królowi Władysławowi Jagielle; był za to prześladowany przez zakon i zmuszony do opuszczenia diecezji. Powrócił w 1413 po usunięciu wielkiego mistrza Henryka von Plauena.
Jako zwierzchnik diecezji dbał o rozwój bractw kościelnych, a także położył zasługi dla uregulowania prawodawstwa kościelnego w diecezji warmińskiej.
Jego następcą na biskupim tronie warmińskim był Jan Abezier.